# Rachel Getting Married
Rachel Getting Married é um filme de drama americano de 2008, dirigido por Jonathan Demme, estrelado por Anne Hathaway, Rosemarie DeWitt, Bill Irwin e Debra Winger. O filme estreou no 65º Venice International Film Festival no dia 3 de setembro de 2008, e foi lançado nos EUA em 3 outubro do mesmo ano. Anne Hathaway foi indicada ao Oscar de Melhor Atriz por sua atuação no filme.

## História
Kym (Anne Hathaway) está visitando sua família devido ao casamento de sua irmã, Rachel (Rosemarie DeWitt), do qual será madrinha. Ela carrega consigo um histórico de conflitos pessoais e familiares, que aos poucos se manifestam no período em que está no local.

## Elenco
- Anne Hathaway como Kym
- Rosemarie DeWitt como Rachel
- Bill Irwin como Paul
- Debra Winger como Abby
- Tunde Adebimpe como Sidney
- Mather Zickel como Kieran
- Anna Deavere Smith como Carol
- Anisa George como Emma
- Jerome LePage como Andrew
- Carol-Jean Lewis como mãe de Sidney
- Fab 5 Freddy como ele mesmo

## Prêmios
81º Academy Awards (Oscar 2009)
- Melhor Atriz - Anne Hathaway (indicado)[1]

65º Venice International Film Festival (Festival de Veneza 2009)
- Leão de Ouro de Melhor Filme (indicado)

66º Golden Globe Awards (Globo de Ouro 2009)
- Melhor Atriz em Filme Dramático - Anne Hathaway[2]

15º Screen Actors Guild Awards (Sindicato dos Atores 2009)
- Melhor Atriz - Anne Hathaway (indicado)

## Crítica
Rachel Getting Married tem aclamação pela crítica profissional. Com a pontuação de 85% em base de 190 avaliações, o Rotten Tomatoes chegou ao consenso: "Rachel Getting Married é um conto cativante de angústia em família, com destaque para o desempenho poderoso de Anne Hathaway e o diretor Jonathan Demme que retorna à sua forma".